# Federbachniederung
Die Federbachniederung ist ein Gebiet im Dreieck der Orte Rheinstetten (Mörsch), Au am Rhein und Durmersheim. Den Großteil der Entwässerung besorgt der Federbach, im südlichen Teil der Landschaft hat hieran auch der Kunzenbach Anteil.
Die Konturen der Wälder an den Gewässern lassen in der Vogelperspektive die einstigen Mäander des Rheins erkennen. Die Wälder bestehen am Kunzenbach hauptsächlich aus Pappeln und Erlen. Allerdings findet man insbesondere in der Mitte des Waldes sehr große Walnussbäume. Eichen und Buchen kommen in der Federbachniederung sporadisch vor. Nadelbäume und Birken sucht man hingegen vergebens.

## Geographisch und Geologisch
Im engeren Sinne ist meist das westliche Gebiet der Kunzenbachschlinge gemeint, wo auch ein Moor liegt. Früher flossen auf diesem Gebiet Altrheinarme. Der Boden ist etwas mit Torf bedeckt.

## Vegetation
Das Gebiet wurde früher teilweise landschaftlich genutzt, heute ist das Gebiet aber ein Naturschutzgebiet und nur im Osten gibt es noch ein paar Äcker.
Es herrschen Schilfrohre und Weidengebüsch vor. Entlang des Kunzenbachs erstreckt sich der Kunzenwald, welcher zu einem größeren Teil aus Pappeln besteht.